# Walter Schock
Walter Schock (Stuttgart, Alemanya; 3 d'abril de 1920 - Stuttgart, Alemanya; 21 de desembre de 2005) va ser un pilot de ral·li alemany que va guanyar en dues ocasions el Campionat d'Europa de Ral·lis els anys 1956 i 1960.

## Trajectòria
Schock era mecànic de la fàbrica Daimler-Benz abans i després de la Guerra Mundial, essent pilot de combat durant aquesta, on va ser ferit. Més tard, es convertiria en el gerent d'un negoci d'importació de fruites tropicals de propietat familiar de la seva esposa.
L'any 1954 comença a competir a proves de ral·li i l'any 1956 guanya el seu primer Campionat d'Europa de Ral·lis on combina les seves participacions entre un Mercedes-Benz 220 i un Mercedes-Benz 330, guanyant al Ral·li Acròpolis i al Automobilistico del Sestriere. L'any 1960 tornaria a guanyar el Campionat d'Europa, aquest cop amb un Mercedes-Benz 220 SE, aconseguint la victòria en el prestigiòs Ral·li de Monte-Carlo, així com de nou al Ral·li Acròpolis i al Rajd Polski.
Val a dir que també va participar en proves de turismes amb un Mercedes 300 SL.